# سایوز ام‌اس-۹
سایوز-ام‌اس-۹ (به روسی: Союз )(به معنای اتحاد) یک مأموریت سرنشین دار سازمان ملی فضانوردی روسیه به سمت ایستگاه فضایی بین‌المللی محسوب می‌شود.

همچنین فضاپیمای این مأموریت وظیفه ارسال و بازگرداندن تعدادی از فضانوردان گروه اعزامی ۵۶ و گروه اعزامی ۵۷ را نیز بر عهده داشت.

## خدمه مأموریت
| نام             | ملیت                | تعداد پرواز | نقش عملیاتی | تصویر |
| سرگئی پروکوپویف | روسیه               | ۱           | فرمانده     |       |
| السکاندر گرست   | آلمان               | ۲           | مهندس پرواز |       |
| سرنا ام. آنیون  | ایالات متحده آمریکا | ۱           | مهندس پرواز |       |

## نگارخانه

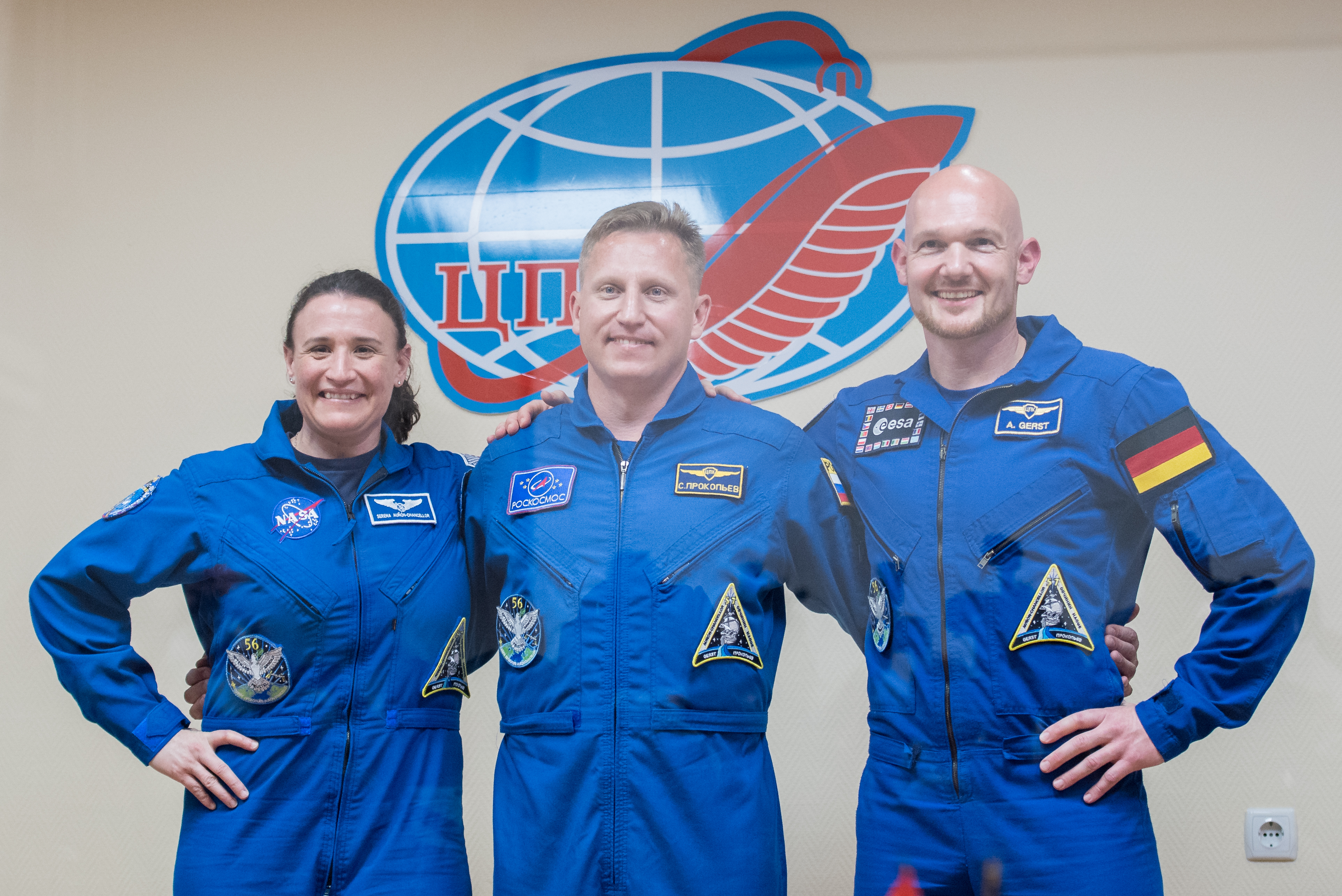
فضانوردان اصلی ام‌اس-۹
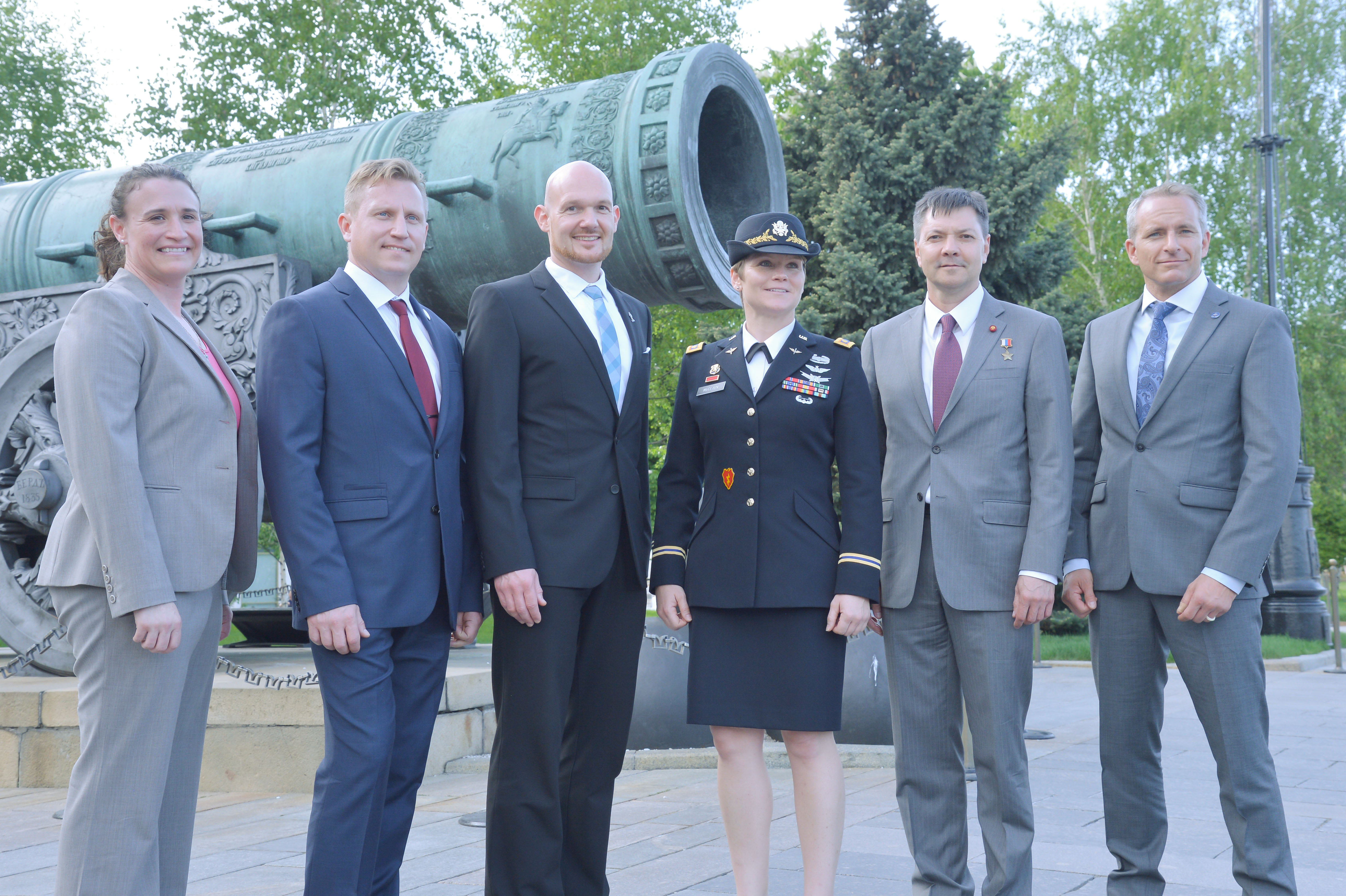
فضانوردان اصلی و پشتیبان ام‌اس-۹
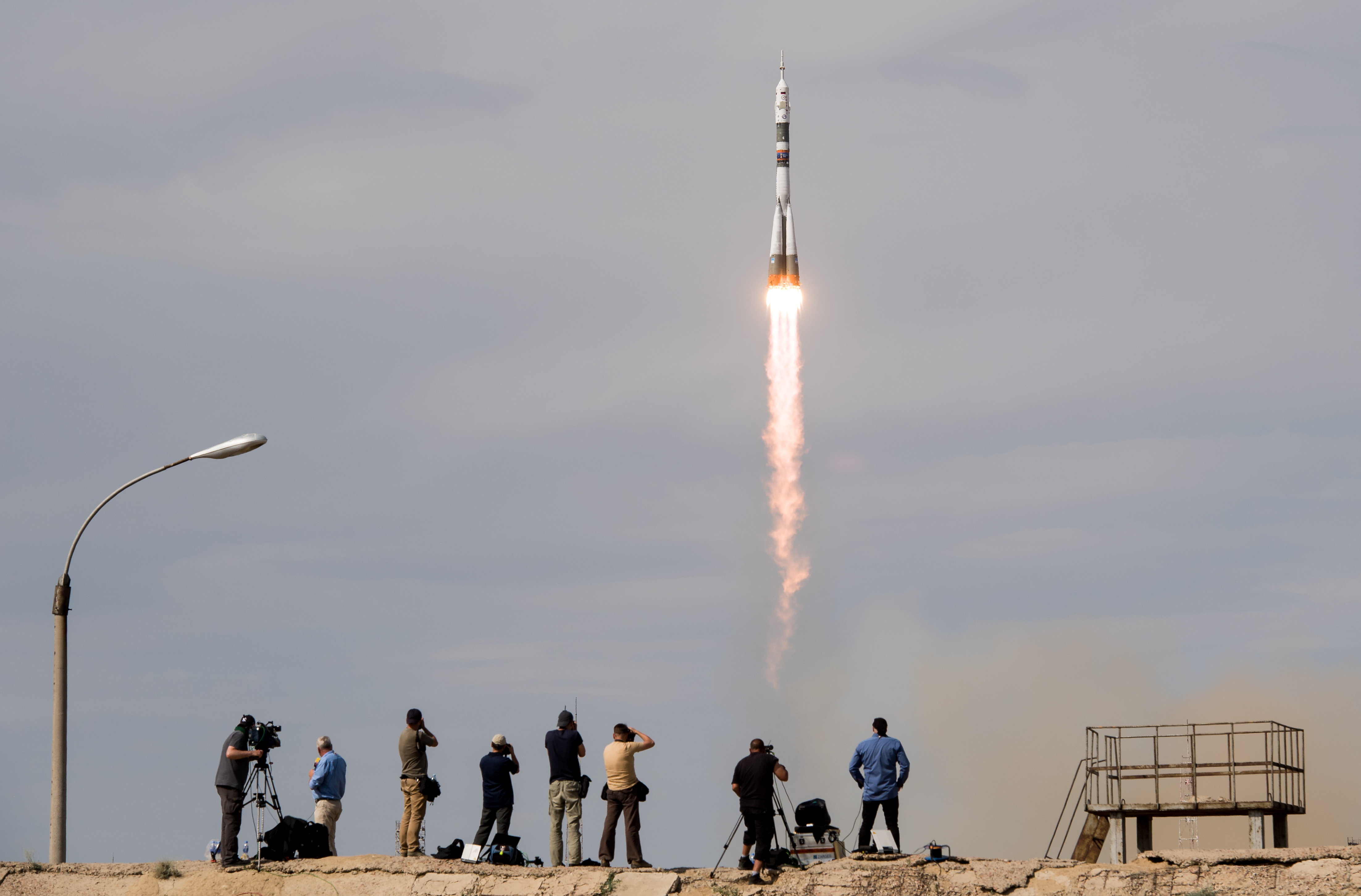
پرتاب ام‌اس-۹
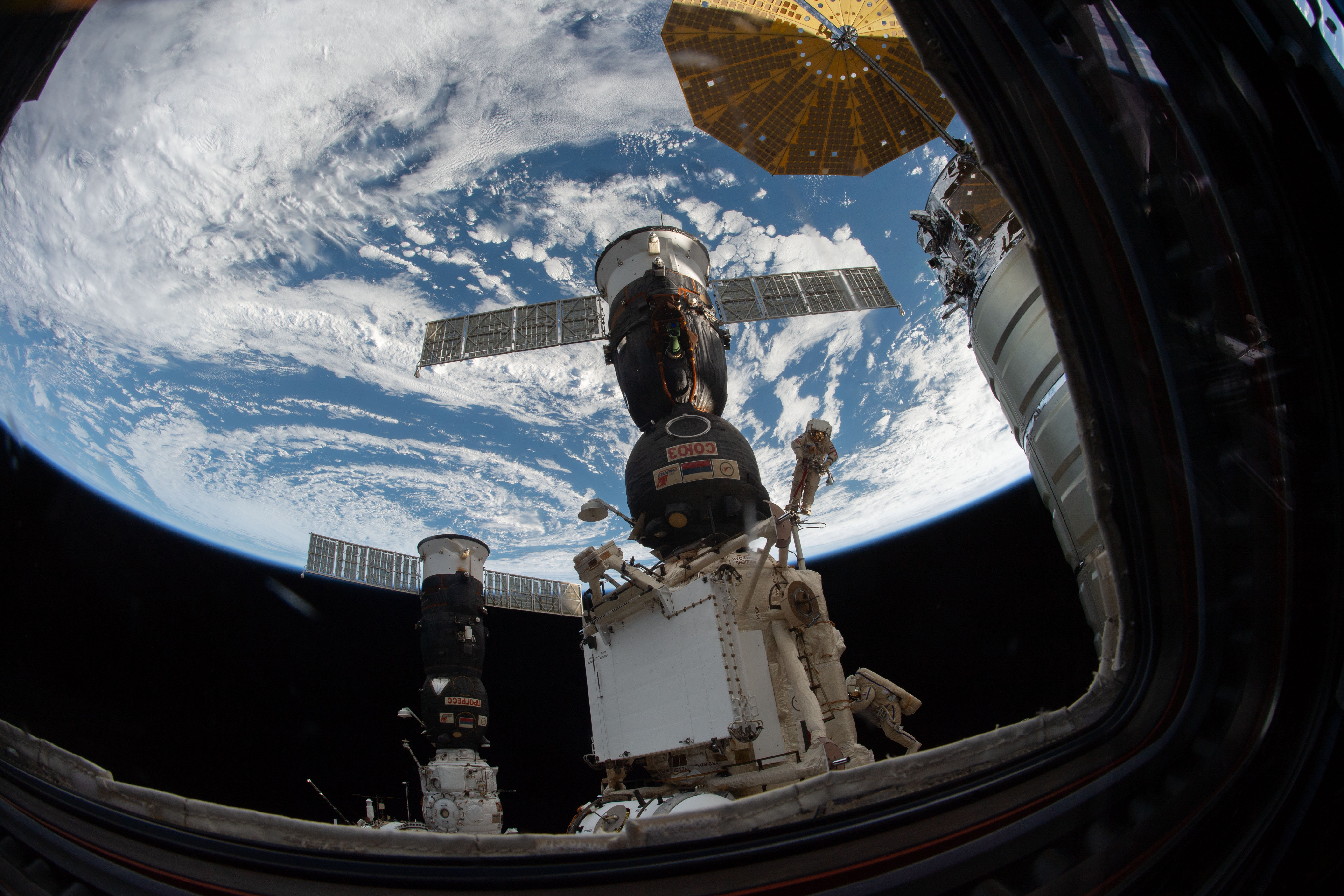
ام‌اس-۹ متصل به ایستگاه
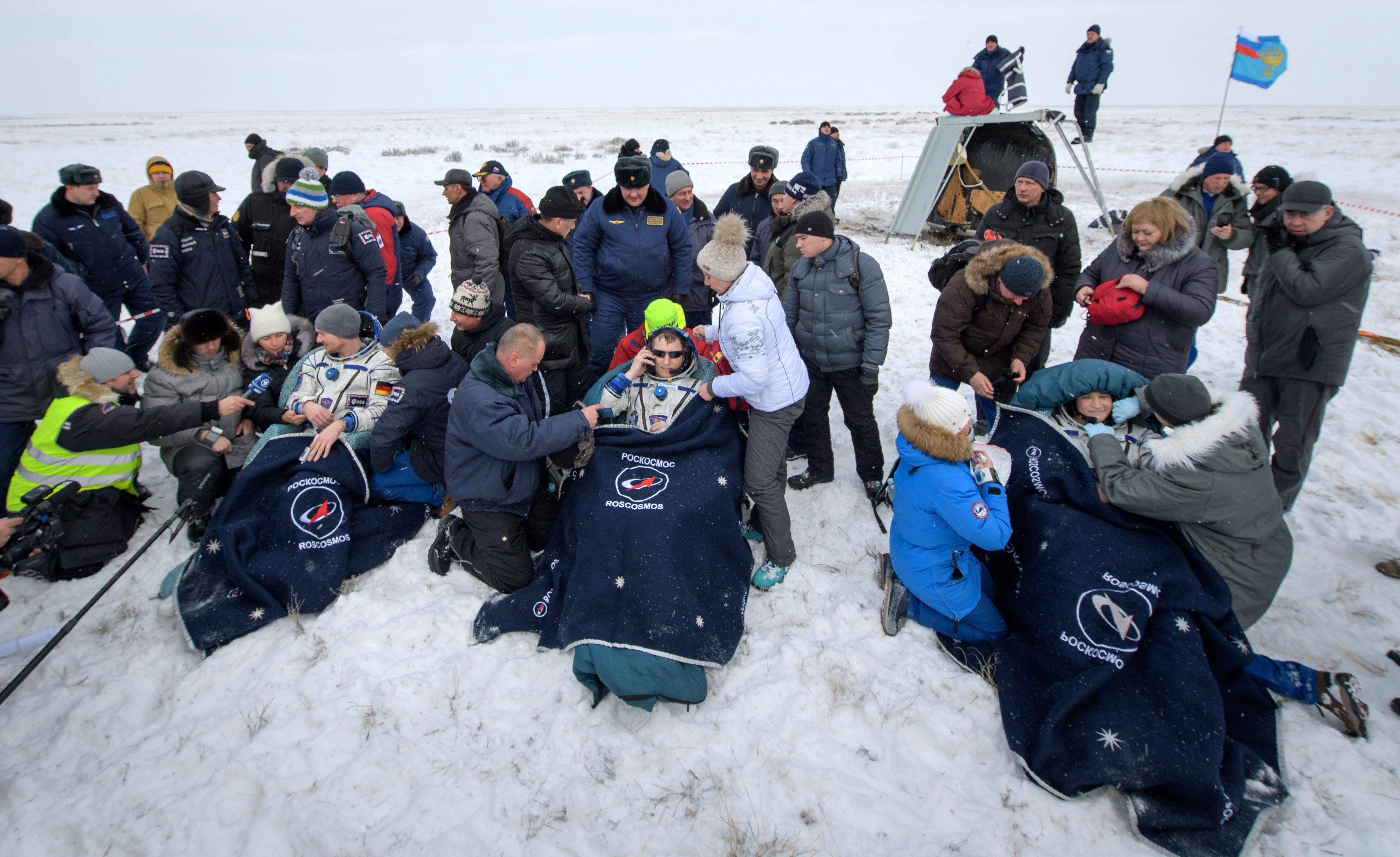
ام‌اس-۹ و گروه اعزامی ۵۷ بعد از فرود